# Cyrba
Cyrba là một chi nhện trong họ Salticidae.